# Morti nel 2017/Gennaio
| Questa pagina contiene informazioni ricavate automaticamente dalle voci biografiche con l'ausilio del template Bio e di un bot. L'aggiornamento è periodico e automatico e ricostruisce completamente la pagina. Se manca una persona in questa lista, sei pregato di non aggiungerla, ma accertati piuttosto che la sua voce biografica contenga il template Bio e che i dati anagrafici siano correttamente compilati. Se il template Bio manca, inseriscilo tu stesso o, in alternativa, metti l'avviso {{tmp\|Bio}} che ne segnala la mancanza. Se i dati riportati sono sbagliati, correggi direttamente la voce biografica; le modifiche saranno visibili in questa lista entro pochi giorni. Per chiarimenti vedi il progetto biografie. La lista contiene solo le 239 persone che sono citate nell'enciclopedia e per le quali è stato implementato correttamente il template Bio. Pagina aggiornata al 18 ago 2025. |

- 1º gennaio - Anthony Barnes Atkinson, economista britannico (n. 1944)
- 1º gennaio - Hilarion Capucci, arcivescovo cattolico e attivista siriano (n. 1922)
- 1º gennaio - William Craig, nuotatore statunitense (n. 1947)
- 1º gennaio - Peter Farmer, scenografo britannico (n. 1936)
- 1º gennaio - Marco Fini, giornalista, saggista e curatore editoriale italiano (n. 1934)
- 1º gennaio - Lorne Loomer, canottiere canadese (n. 1937)
- 1º gennaio - Aleksandr Čučelov, velista sovietico (n. 1933)
- 2 gennaio - Gian Carlo Artoni, poeta italiano (n. 1923)
- 2 gennaio - Enzo Benedetti, calciatore e allenatore di calcio italiano (n. 1931)
- 2 gennaio - John Berger, critico d'arte, scrittore e pittore britannico (n. 1926)
- 2 gennaio - Albert Brewer, politico statunitense (n. 1928)
- 2 gennaio - Gian Paolo Calchi Novati, storico italiano (n. 1935)
- 2 gennaio - Viktor Carëv, calciatore e allenatore di calcio sovietico (n. 1931)
- 2 gennaio - François Chérèque, sindacalista francese (n. 1956)
- 2 gennaio - Giovanni Garbini, orientalista italiano (n. 1931)
- 2 gennaio - Franco Loja, naturalista, imprenditore e attivista italiano (n. 1974)
- 2 gennaio - Richard Machowicz, militare e personaggio televisivo statunitense (n. 1965)
- 2 gennaio - Jean Vuarnet, sciatore alpino e allenatore di sci alpino francese (n. 1933)
- 3 gennaio - Rodney Bennett, regista britannico (n. 1935)
- 3 gennaio - Svemir Delić, calciatore croato (n. 1929)
- 3 gennaio - Yoram Fridman, insegnante polacco (n. 1934)
- 3 gennaio - Shigeru Kôyama, attore giapponese (n. 1929)
- 3 gennaio - Bruno Ragazzo, calciatore italiano (n. 1927)
- 3 gennaio - Umberto Sgarzi, pittore italiano (n. 1921)
- 3 gennaio - Gaetano Tanzi, pittore italiano (n. 1918)
- 3 gennaio - Igor' Petrovič Volk, cosmonauta sovietico (n. 1937)
- 3 gennaio - Fritz Vögtle, chimico tedesco (n. 1939)
- 4 gennaio - Niki Giustini, imitatore, comico e attore italiano (n. 1964)
- 4 gennaio - Claudio Gorlier, anglista, traduttore e scrittore italiano (n. 1926)
- 4 gennaio - Carl E. Misch, odontoiatra statunitense (n. 1947)
- 4 gennaio - Ezio Pascutti, calciatore e allenatore di calcio italiano (n. 1937)
- 4 gennaio - Georges Prêtre, direttore d'orchestra francese (n. 1924)
- 4 gennaio - Milt Schmidt, hockeista su ghiaccio e allenatore di hockey su ghiaccio canadese (n. 1918)
- 4 gennaio - Lelio Speranza, dirigente sportivo e partigiano italiano (n. 1926)
- 4 gennaio - Piero Viotto, pedagogista e filosofo italiano (n. 1924)
- 5 gennaio - Graham Atkinson, calciatore inglese (n. 1943)
- 5 gennaio - Leonardo Benevolo, architetto, urbanista e storico dell'architettura italiano (n. 1923)
- 5 gennaio - Géori Boué, soprano francese (n. 1918)
- 5 gennaio - Tullio De Mauro, linguista, lessicografo e saggista italiano (n. 1932)
- 5 gennaio - Menotti Galeotti, politico, poeta e scrittore italiano (n. 1937)
- 5 gennaio - Gino Nebiolo, giornalista e scrittore italiano (n. 1924)
- 5 gennaio - Marzio Strassoldo, politico e economista italiano (n. 1939)
- 6 gennaio - Kōsei Kamo, tennista giapponese (n. 1932)
- 6 gennaio - Octavio Lepage Barreto, politico venezuelano (n. 1923)
- 6 gennaio - Ricardo Piglia, scrittore argentino (n. 1941)
- 6 gennaio - Om Puri, attore indiano (n. 1950)
- 6 gennaio - Marco Santoro, bibliografo e critico letterario italiano (n. 1949)
- 6 gennaio - Şehzade Bayezid Osman, principe ottomano (n. 1924)
- 6 gennaio - Salvatore Urso, politico e sindacalista italiano (n. 1925)
- 6 gennaio - Francine York, attrice e modella statunitense (n. 1936)
- 7 gennaio - Donatella Bianconi, cantante e pianista italiana (n. 1928)
- 7 gennaio - Cheick Fantamady Camara, regista e attore guineano (n. 1960)
- 7 gennaio - Hellmuth Hecker, giurista e traduttore tedesco (n. 1923)
- 7 gennaio - Nat Hentoff, storico, romanziere e critico musicale statunitense (n. 1925)
- 7 gennaio - Lelio Lagorio, avvocato, giornalista e politico italiano (n. 1925)
- 7 gennaio - Mário Soares, politico portoghese (n. 1924)
- 7 gennaio - John Symonds, agente segreto britannico (n. 1935)
- 8 gennaio - Nicolai Gedda, tenore svedese (n. 1925)
- 8 gennaio - Dr. Feelx, conduttore radiofonico, produttore discografico e personaggio televisivo nigeriano (n. 1960)
- 8 gennaio - James Mancham, politico seychellese (n. 1939)
- 8 gennaio - Giovanni Marino, politico e avvocato italiano (n. 1926)
- 8 gennaio - Zacharie Noah, calciatore camerunese (n. 1937)
- 8 gennaio - Ruth Perry, politica liberiana (n. 1939)
- 8 gennaio - Leonello Radi, economista italiano (n. 1930)
- 8 gennaio - Ali Akbar Hashemi Rafsanjani, politico e militare iraniano (n. 1934)
- 8 gennaio - Peter Sarstedt, cantautore britannico (n. 1941)
- 9 gennaio - Christian Albini, docente italiano (n. 1973)
- 9 gennaio - Zygmunt Bauman, sociologo, filosofo e saggista polacco (n. 1925)
- 9 gennaio - Roberto Cabañas, calciatore paraguaiano (n. 1961)
- 9 gennaio - Ugo Crescenzi, politico italiano (n. 1930)
- 9 gennaio - Fernand Decanali, pistard francese (n. 1925)
- 9 gennaio - Gerry Rinaldi, sciatore alpino e dirigente sportivo canadese (n. 1945)
- 9 gennaio - Manlio Rocchetti, truccatore italiano (n. 1943)
- 9 gennaio - Teresa Ann Savoy, attrice britannica (n. 1955)
- 10 gennaio - Graziano Arrighetti, filologo classico, grecista e traduttore italiano (n. 1928)
- 10 gennaio - Demetrios Constantelos, biblista e traduttore greco (n. 1927)
- 10 gennaio - Sergio Del Pinto, calciatore e allenatore di calcio italiano (n. 1923)
- 10 gennaio - Gib Ford, cestista statunitense (n. 1931)
- 10 gennaio - Buddy Greco, cantante e pianista statunitense (n. 1926)
- 10 gennaio - Roman Herzog, politico e avvocato tedesco (n. 1934)
- 10 gennaio - Clare Hollingworth, giornalista e scrittrice inglese (n. 1911)
- 10 gennaio - Ryszard Parulski, schermidore polacco (n. 1938)
- 10 gennaio - Oliver Smithies, genetista inglese (n. 1925)
- 10 gennaio - Tsuyoshi Yamanaka, nuotatore giapponese (n. 1939)
- 11 gennaio - Adenan Satem, politico malese (n. 1944)
- 11 gennaio - Tommy Allsup, musicista e chitarrista statunitense (n. 1931)
- 11 gennaio - Pierre Arpaillange, magistrato e politico francese (n. 1924)
- 11 gennaio - Banneddu Ruiu, direttore di coro, compositore e etnomusicologo italiano (n. 1927)
- 11 gennaio - François Van der Elst, calciatore belga (n. 1954)
- 12 gennaio - Giulio Angioni, antropologo, scrittore e poeta italiano (n. 1939)
- 12 gennaio - Meir Banai, cantautore e musicista israeliano (n. 1961)
- 12 gennaio - Gianfranco Bettetini, regista, semiologo e critico televisivo italiano (n. 1933)
- 12 gennaio - Eduardo Blasco Ferrer, filologo e linguista spagnolo (n. 1956)
- 12 gennaio - William Peter Blatty, scrittore, sceneggiatore e regista statunitense (n. 1928)
- 12 gennaio - Bob Fisher, cestista statunitense (n. 1925)
- 12 gennaio - Frank Spellman, sollevatore statunitense (n. 1922)
- 12 gennaio - Martha Swope, fotografa statunitense (n. 1928)
- 12 gennaio - Graham Taylor, allenatore di calcio e calciatore inglese (n. 1944)
- 13 gennaio - Gilberto Agustoni, cardinale e arcivescovo cattolico svizzero (n. 1922)
- 13 gennaio - Fokke Akkerman, latinista e grecista olandese (n. 1930)
- 13 gennaio - Antony Armstrong-Jones, I conte di Snowdon, fotografo e regista britannico (n. 1930)
- 13 gennaio - Hans Berliner, scacchista statunitense (n. 1929)
- 13 gennaio - Mark Fisher, filosofo, sociologo e critico musicale britannico (n. 1968)
- 13 gennaio - Dick Gautier, attore statunitense (n. 1931)
- 13 gennaio - Horacio Guarany, cantautore e chitarrista argentino (n. 1925)
- 13 gennaio - Magic Alex, tecnico del suono greco (n. 1942)
- 13 gennaio - Anđa Marković, cestista jugoslava (n. 1937)
- 13 gennaio - Jean-Marie Poli, attivista e politico francese (n. 1957)
- 13 gennaio - Giorgio Santacroce, magistrato italiano (n. 1941)
- 13 gennaio - Nicodemo Scarfo, mafioso statunitense (n. 1929)
- 13 gennaio - Jan Stoeckart, compositore, direttore d'orchestra e trombonista olandese (n. 1927)
- 13 gennaio - Udo Ulfkotte, giornalista tedesco (n. 1960)
- 13 gennaio - Bernard d'Abrera, entomologo australiano (n. 1940)
- 14 gennaio - Herbert Mies, politico tedesco (n. 1929)
- 14 gennaio - Yee Tit Kwan, cestista cinese (n. 1927)
- 14 gennaio - Zhou Youguang, linguista, economista e editore cinese (n. 1906)
- 14 gennaio - Mohammed bin Faysal Al Sa'ud, principe, politico e imprenditore saudita (n. 1937)
- 15 gennaio - Elio Giorgi, calciatore italiano (n. 1931)
- 15 gennaio - Kosima Kosmo, scultrice, ceramista e pittrice italiana (n. 1926)
- 15 gennaio - Erwin Obermair, astronomo austriaco (n. 1946)
- 15 gennaio - Angelo Persichilli, flautista italiano (n. 1939)
- 15 gennaio - Jimmy Snuka, wrestler figiano (n. 1943)
- 15 gennaio - Jan Szczepański, pugile polacco (n. 1939)
- 15 gennaio - Greg Trooper, cantautore statunitense (n. 1956)
- 16 gennaio - Erich Abram, alpinista italiano (n. 1922)
- 16 gennaio - Eugene Cernan, astronauta statunitense (n. 1934)
- 16 gennaio - William Onyeabor, musicista e cantante nigeriano (n. 1946)
- 16 gennaio - Wolfango Peretti Poggi, pittore italiano (n. 1926)
- 17 gennaio - Giulio Ciacci, arbitro di calcio italiano (n. 1933)
- 17 gennaio - Emilio Conciatori, artista e pittore italiano (n. 1933)
- 17 gennaio - Mario Fasino, politico italiano (n. 1920)
- 17 gennaio - Angelo Muzio, politico e sindacalista italiano (n. 1959)
- 17 gennaio - Vladimir Trifunović, generale jugoslavo (n. 1938)
- 17 gennaio - Teori Zavascki, giudice brasiliano (n. 1948)
- 18 gennaio - Peter Abrahams, scrittore sudafricano (n. 1919)
- 18 gennaio - Vittorio Benedetti, arbitro di calcio italiano (n. 1940)
- 18 gennaio - Ion Besoiu, attore rumeno (n. 1931)
- 18 gennaio - Marco Dolcetta, scrittore, storico e regista italiano (n. 1951)
- 18 gennaio - Spiro Dalla Porta Xydias, alpinista, scrittore e regista teatrale italiano (n. 1917)
- 18 gennaio - Wilhelm Noll, pilota motociclistico tedesco (n. 1926)
- 18 gennaio - Ymer Pampuri, sollevatore albanese (n. 1944)
- 18 gennaio - Roberta Peters, soprano statunitense (n. 1930)
- 18 gennaio - Mario Poltronieri, giornalista, telecronista sportivo e pilota automobilistico italiano (n. 1929)
- 18 gennaio - Paolo Stanzani, ingegnere italiano (n. 1936)
- 19 gennaio - Loalwa Braz, cantante brasiliana (n. 1953)
- 19 gennaio - Nino Caruso, ceramista, scultore e designer italiano (n. 1928)
- 19 gennaio - Miguel Ferrer, attore statunitense (n. 1955)
- 19 gennaio - Joyce Murland, atleta paralimpica e tiratrice a segno canadese (n. 1937)
- 19 gennaio - Sergio Spina, regista, autore televisivo e sceneggiatore italiano (n. 1928)
- 19 gennaio - Guillaume Van Tongerloo, ciclista su strada e pistard belga (n. 1933)
- 19 gennaio - Giovanni Vastola, calciatore e allenatore di calcio italiano (n. 1938)
- 20 gennaio - Bruno Amoroso, economista e saggista italiano (n. 1936)
- 20 gennaio - Carlos Alberto Silva, allenatore di calcio brasiliano (n. 1939)
- 20 gennaio - Ger van Mourik, calciatore e allenatore di calcio olandese (n. 1931)
- 20 gennaio - Sergio Reolon, politico italiano (n. 1951)
- 20 gennaio - Peter Stiegnitz, sociologo ungherese (n. 1936)
- 21 gennaio - Marc Baecke, calciatore belga (n. 1956)
- 21 gennaio - Giacomo Becattini, economista italiano (n. 1927)
- 21 gennaio - Alessandro Biffignandi, illustratore, fumettista e pittore italiano (n. 1935)
- 21 gennaio - Erika Böhm-Vitense, astrofisica tedesca (n. 1923)
- 21 gennaio - Clara Gallini, antropologa e etnologa italiana (n. 1931)
- 21 gennaio - Phil Hill, culturista statunitense (n. 1963)
- 21 gennaio - Edoardo Pollastri, politico italiano (n. 1932)
- 21 gennaio - Francesco Saverio Salerno, vescovo cattolico italiano (n. 1928)
- 21 gennaio - Veljo Tormis, compositore estone (n. 1930)
- 22 gennaio - Pietro Bottaccioli, vescovo cattolico italiano (n. 1928)
- 22 gennaio - Leo Castellucci, ciclista su strada italiano (n. 1926)
- 22 gennaio - Giovanni Corrieri, ciclista su strada italiano (n. 1920)
- 22 gennaio - Cristina-Adela Foişor, scacchista rumena (n. 1967)
- 22 gennaio - Søren Elung Jensen, attore danese (n. 1928)
- 22 gennaio - Evelyn Kawamoto, nuotatrice statunitense (n. 1933)
- 22 gennaio - Lisbeth Korsmo, pattinatrice di velocità su ghiaccio e ciclista su strada norvegese (n. 1948)
- 22 gennaio - Jaki Liebezeit, batterista tedesco (n. 1938)
- 22 gennaio - Masaya Nakamura, imprenditore giapponese (n. 1925)
- 22 gennaio - Werner Nekes, regista e sceneggiatore tedesco (n. 1944)
- 22 gennaio - Francisco Palmeiro, calciatore portoghese (n. 1932)
- 23 gennaio - Sandra Brunetti, pittrice italiana (n. 1925)
- 23 gennaio - Bobby Freeman, cantante, cantautore e produttore discografico statunitense (n. 1940)
- 23 gennaio - Bimba Bosé, modella, cantante e attrice spagnola (n. 1975)
- 23 gennaio - Ralph Guglielmi, giocatore di football americano statunitense (n. 1933)
- 23 gennaio - Dmytro Hrabovs'kyj, ciclista su strada e pistard ucraino (n. 1985)
- 23 gennaio - Gorden Kaye, attore britannico (n. 1941)
- 23 gennaio - Herbert Maeder, fotografo, scrittore e politico svizzero (n. 1930)
- 23 gennaio - Franz Schelle, bobbista tedesco (n. 1929)
- 23 gennaio - George Albert Wells, linguista e saggista britannico (n. 1926)
- 23 gennaio - Chuck Weyant, pilota automobilistico statunitense (n. 1923)
- 24 gennaio - Fred André, allenatore di calcio e calciatore olandese (n. 1941)
- 24 gennaio - Heriberto Correa, calciatore paraguaiano (n. 1949)
- 25 gennaio - Giorgio Azzimonti, calciatore italiano (n. 1939)
- 25 gennaio - Aldo Caserta, presbitero e teologo italiano (n. 1919)
- 25 gennaio - Buchi Emecheta, scrittrice nigeriana (n. 1944)
- 25 gennaio - Renato Garibaldi, politico e medico italiano (n. 1931)
- 25 gennaio - John Hurt, attore britannico (n. 1940)
- 25 gennaio - Gerardo Marotta, filosofo italiano (n. 1927)
- 25 gennaio - Otto Sesana, calciatore argentino (n. 1943)
- 25 gennaio - Antonio Tozzi, cestista argentino (n. 1940)
- 25 gennaio - Mary Tyler Moore, attrice statunitense (n. 1936)
- 26 gennaio - Anne-Marie Colchen, altista e cestista francese (n. 1925)
- 26 gennaio - Mike Connors, attore statunitense (n. 1925)
- 26 gennaio - Lindy Delapenha, calciatore giamaicano (n. 1927)
- 26 gennaio - Barbara Hale, attrice statunitense (n. 1922)
- 26 gennaio - Alan King, sassofonista, flautista e attore britannico (n. 1940)
- 26 gennaio - Mario Quintero, cestista e allenatore di pallacanestro cubano (n. 1924)
- 26 gennaio - Miikka Toivola, allenatore di calcio e calciatore finlandese (n. 1949)
- 26 gennaio - Michael Tönnies, calciatore tedesco (n. 1959)
- 27 gennaio - Wim Anderiesen Jr., calciatore olandese (n. 1931)
- 27 gennaio - Valerij Bolotov, militare e politico ucraino (n. 1970)
- 27 gennaio - Salvo Di Matteo, saggista e storico italiano (n. 1936)
- 27 gennaio - Atanas Kirov, sollevatore bulgaro (n. 1946)
- 27 gennaio - Henry-Louis de La Grange, musicologo e biografo francese (n. 1924)
- 27 gennaio - Robert Ellis Miller, regista e attore teatrale statunitense (n. 1927)
- 27 gennaio - Karl Mitterdorfer, politico italiano (n. 1920)
- 27 gennaio - Lometa Odom, cestista e allenatrice di pallacanestro statunitense (n. 1933)
- 27 gennaio - Brunhilde Pomsel, tedesca (n. 1911)
- 27 gennaio - Emmanuelle Riva, attrice cinematografica francese (n. 1927)
- 27 gennaio - Arthur H. Rosenfeld, fisico statunitense (n. 1926)
- 27 gennaio - Charles Shackleford, cestista statunitense (n. 1966)
- 27 gennaio - Billy Simpson, calciatore nordirlandese (n. 1929)
- 27 gennaio - Gisella Sofio, attrice italiana (n. 1931)
- 27 gennaio - Paul Steffen, calciatore lussemburghese (n. 1930)
- 27 gennaio - Frank Tidy, direttore della fotografia britannico (n. 1932)
- 28 gennaio - Renzo Canestrari, medico e psicologo italiano (n. 1924)
- 28 gennaio - Cesare Di Bert, aviatore italiano (n. 1920)
- 28 gennaio - Lubomír Doležel, critico letterario, filologo e slavista ceco (n. 1922)
- 28 gennaio - Bharati Mukherjee, scrittrice statunitense (n. 1940)
- 28 gennaio - Geoff Nicholls, tastierista e chitarrista britannico (n. 1948)
- 28 gennaio - Salvatore Tatarella, politico italiano (n. 1947)
- 29 gennaio - Oscar Bolaño, calciatore colombiano (n. 1951)
- 29 gennaio - Willy Fossli, calciatore norvegese (n. 1931)
- 29 gennaio - Boris Nikolov, pugile bulgaro (n. 1929)
- 29 gennaio - Vito Olivetti, partigiano italiano (n. 1925)
- 29 gennaio - Olav Smidsrød, biochimico norvegese (n. 1936)
- 30 gennaio - Aurelio Romeo, chimico italiano (n. 1923)
- 31 gennaio - Matilde Capuis, compositrice e pianista italiana (n. 1913)
- 31 gennaio - Frank Pellegrino, attore statunitense (n. 1944)
- 31 gennaio - Giovanni Perissinotto, calciatore e allenatore di calcio italiano (n. 1925)
- 31 gennaio - Rob Stewart, fotografo, regista e produttore cinematografico canadese (n. 1979)
- 31 gennaio - Bobby Watson, cestista e allenatore di pallacanestro statunitense (n. 1930)
- 31 gennaio - John Wetton, cantante, bassista e chitarrista britannico (n. 1949)